# 第89回ニューヨーク映画批評家協会賞
89th NYFCC Awards

2023年11月30日
作品賞: 

キラーズ・オブ・ザ・フラワームーン
第89回ニューヨーク映画批評家協会賞は2023年の映画を対象とした賞で、2023年11月30日に受賞者が発表された。

## 受賞
- 作品賞：
  - 『キラーズ・オブ・ザ・フラワームーン』

- 監督賞：
  - クリストファー・ノーラン - 『オッペンハイマー』

- 主演男優賞 
  - フランツ・ロゴフスキ - 『パッセージ（英語版）』

- 主演女優賞：
  - リリー・グラッドストーン - 『キラーズ・オブ・ザ・フラワームーン』

- 助演男優賞：
  - チャールズ・メルトン - 『メイ・ディセンバー ゆれる真実』

- 助演女優賞：
  - ダヴァイン・ジョイ・ランドルフ - 『ホールドオーバーズ 置いてけぼりのホリディ』

- 脚本賞：
  - サム・バーチ、アレックス・メチャニク - 『メイ・ディセンバー ゆれる真実』

- 撮影賞：
  - ホイテ・ヴァン・ホイテマ - 『オッペンハイマー』

- アニメ映画賞：
  - 『君たちはどう生きるか』

- 国際映画賞：
  - 『落下の解剖学』（ フランス）

- ノンフィクション映画賞：
  - 『Menus-Plaisirs — Les Troisgro』

- 第一回作品賞：
  - セリーヌ・ソン - 『パスト ライブス/再会』

- 特別賞：
  - カレン・クーパー（英語版）